# Bothild
Bothild är ett fornnordiskt kvinnonamn, ursprungligen Bothildr som är sammansatt av orden bot, hjälp och hildr som betyder strid. Namnet har funnits i Sverige sedan 1100-talet. Andra varianter av namnet är Bodil, Boel och Botilda.
Den 31 december 2014 fanns det totalt 5 kvinnor folkbokförda i Sverige med namnet Bothild, men ingen av dessa bar det som tilltalsnamn.
Namnsdag: saknas